# Friederike Magdalene Jerusalem
Friederike Magdalene Regine Jerusalem (geboren am 4. April 1750 in Braunschweig, St. Martini; gestorben am 15. April 1836 im Stift Wülfinghausen) war eine deutsche Lyrikerin.

## Leben
Sie war die Tochter des bedeutenden Aufklärungstheologen Johann Friedrich Wilhelm Jerusalem und der Martha Christina geb. Pfeiffer. Ihr Bruder war jener Karl Wilhelm Jerusalem, der durch seinen unglücklichen Tod zum Vorbild von Goethes Werther wurde.
In ihrem Elternhaus, in dem sie bis zum Tod des Vaters 1789 lebte, begegnete sie einer Reihe bedeutender Zeitgenossen, darunter Johann Caspar Lavater, und wurde bekannt mit Johann Georg Zimmermann und Friedrich Leopold Graf zu Stolberg.
In jenen Jahren veröffentlichte sie unter Kürzeln wie Y., Ms. J., Msl. F. J. oder Jsm. eine Reihe von Gedichten, die auch in den Göttinger Musenalmanachen 1783 und 1787 erschienen.
Ihre Dichtung steht dem Göttinger Hain und namentlich Ludwig Hölty nahe. Gegenstände sind neben Personen (An Höltys Schatten, 1785), Natur, Jahres- und Tageszeiten.
Nach dem Tod des Vaters lebte sie bis zu ihrem Tod als Stiftsdame im Stift Wülfinghausen. Sie wurde gelegentlich als Herausgeberin der Schriften ihres Vaters genannt, diese wurden jedoch von ihrer Schwester Philippine Charlotte Jerusalem herausgegeben.

## Werke
- Friedrich von Matthison: Lyrische Anthologie. Nd. 14. Zürich 1806, S. 147–160 (Digitalisat).
- Max Mendheim (Hrsg.): Lyriker und Epiker der klassischen Periode (= Deutsche National-Litteratur. Bd. 135). Union, Stuttgart, Teil 1, S. 296 f. (Textarchiv – Internet Archive).